# Baital
Nella mitologia hindu il baital (o vetala) è un vampiro, caratterizzato da un corpo per metà umano e per metà pipistrello, solitamente alti un metro e mezzo. Riposa appeso ad un albero a testa in giù. In genere si impossessa dei corpi dei morti trasformandoli in pipistrelli.
È in grado di animare i cadaveri e cammina tra gli uomini in cerca di prede sotto le mentite spoglie di pellegrino o di una donna anziana. Si considera il sovrano dei vampiri in India e per questo spesso si presenta con vesti appariscenti ed impugna una spada scintillante.
Usualmente un vetala si genera allorquando lo spirito di un morto non viene celebrato con un adeguato rito funebre, scatenandone così la volontà di vendicarsi dei vivi; per questo motivo è possibile scongiurare il pericolo di questi esseri soddisfacendo il loro desiderio e celebrando in loro onore il rito funebre. 
Essendo intrappolati in parte sia del mondo dei morti che in quello dei vivi, i vetala non sono costretti dalla dimensione temporale, per cui sono dotati della conoscenza del passato così come della chiaroveggenza, per questo stesso motivo essi sono spesso preda di maghi e streghe che cercano di catturarli e renderli loro schiavi al fine di sfruttare il loro potere.